# Gordon Harris
Gordon Harris (Worksop, 2 giugno 1940 – Worksop, 10 febbraio 2014) è stato un calciatore inglese, di ruolo centrocampista.

## Biografia
Terminati gli studi lavorò per alcuni anni in una miniera di carbone, prima di diventare calciatore professionista all'età di 17 anni. È morto di cancro il 10 febbraio 2014.

## Caratteristiche tecniche
Ad inizio carriera giocava come ala sinistra, anche se col passare degli anni fu impiegato frequentemente anche come centrocampista centrale. Aveva notevoli doti fisiche, che combinate ad un temperamento forte gli consentivano di avere spesso la meglio nei constrasti cn gli avversari; allo stesso tempo, era anche dotato di una buona tecnica individuale.

## Carriera

### Club
Giocò a livello giovanile nel Firbeck Colliery, club da cui il Burnley lo acquistò nel gennaio del 1958; nella sua prima mezza stagione nel club non giocò nessuna partita ufficiale, facendo il suo esordio solamente nella stagione 1958-1959, in una partita casalinga vinta per 3-1 contro il Leeds Utd nel gennaio del 1959, nella quale segnò anche il suo primo gol da professionista in carriera. In questa stagione giocò poi una seconda partita; anche nella stagione 1959-1960 fu prevalentemente una riserva, giocando solo 2 partite di campionato, che la sua squadra vinse. Nella stagione 1960-1961 vinse invece il Charity Shield e segnò un gol in Coppa dei Campioni; fu inoltre, grazie anche alla cessione di Brian Pilkington che giocava nel suo stesso ruolo, la prima stagione in cui giocò con regolarità nel Burnley: chiuse infatti il campionato con un bilancio di 21 presenze e 10 reti. Nella stagione 1961-1962 diventa infine stabilmente titolare della squadra, con cui segna 14 reti in 34 presenze e conquista un secondo posto in classifica in campionato (oltre ad una finale persa in FA Cup), seguito dal terzo posto dell'anno seguente, nel quale segna invece 7 gol in 40 partite. Gioca regolarmente da titolare per il Brunley anche nelle 4 stagioni successive, chiuse tutte con piazzamenti a metà classifica ad eccezione del campionato 1965-1966, terminato con un terzo posto. Nella stagione 1966-1967 gioca inoltre la Coppa delle Fiere, nella quale il Burnley viene eliminato nei quarti di finale dai tedeschi dell'Eintracht Francoforte e diventa capitano della squadra.
Per motivi disciplinari perse però il posto da titolare e, nel gennaio del 1968, venne ceduto per 70000 sterline al Sunderland, lasciando il Burnley dopo complessive 313 presenze e 81 reti (238 presenze e 64 reti in prima divisione, i rimanenti nelle varie coppe nazionali ed internazionali). Con il Sunderland gioca per 3 stagioni consecutive in prima divisione, categoria nella quale totalizza ulteriori 92 presenze e 15 reti; nella stagione 1970-1971 dopo 13 stagioni consecutive in prima divisione scende in Second Division, campionato nel quale segna una rete in 31 presenze. L'anno successivo gioca altre 2 partite in questa categoria, per poi essere ceduto a stagione in corso ai semiprofessionisti del South Shields, in quinta divisione, dove milita fino al 1975.

### Nazionale
Ha giocato la sua prima (ed unica) partita con la nazionale inglese il 5 gennaio 1966, in una partita amichevole contro la Polonia. Fu tra i 40 preconvocati per i Mondiali del 1966, non venendo però selezionato fra i 22 partecipanti al torneo, poi vinto dalla nazionale inglese.

## Palmarès

### Club

#### Competizioni nazionali
- Campionato inglese: 1

Burnley: 1959-1960
- Community Shield: 1

Burnley: 1960